# هنر تعاملی

تونل زیر اقیانوس اطلس (۱۹۹۵)، موریس بنایون ، چیدمان تعاملی، واقعیت مجازی، ارتباط ویدیویی بین بازدیدکنندگان گالری در پاریس و مونترال

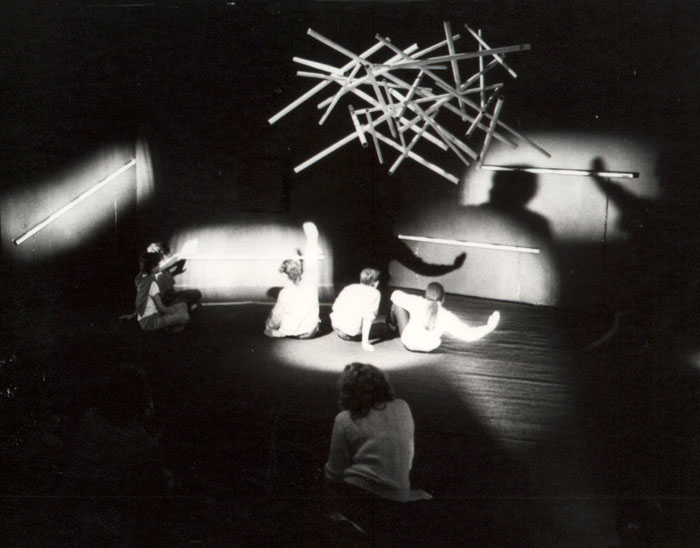
اتاق موسیقی (۱۹۸۳) ، ژان رابرت سدانو و سولویگ دو اوری در مونپلیه فرانسه

هنر تعاملی (انگلیسی: Interactive art) شیوه‌ای از ارائه هنر است که تماشاگر را به گونه‌ای درگیر می کند که هنرمند به هدفی که در ذهن دارد یا دنبال می‌کند دست یابد. برخی از چیدمان‌های تعاملی با اجازه دادن به مخاطب برای ورود به اثر، عبور از آن و به گردِ آن گشتن، به این هدف دست می‌یابند. در دیگر آثار تعاملی، هنرمند یا تماشاگران به نوعی بخشی از اثر هنری می‌شوند. 
این نوع آثار غالباً دارای رایانه ، رابط‌ها و گاهی حسگرهایی هستند که به حرکت، گرما، تغییرات دما یا دیگر انواع ورودی‌ها پاسخ می‌دهند، و سازندگان آنها آثار را طوری برنامه‌ریزی کرده‌اند که به این عوامل پاسخ دهند. بیشتر نمونه‌های هنر مجازی اینترنتی و هنر الکترونیکی آثاری تعاملی هستند. محیط های واقعیت مجازی مانند آثار موریس بنایون و جفری شاو نیز آثاری تعاملی هستند زیرا تماشاگران، که موریس بنایون آنها را "بازدید کنندگان" می نامد، و یا میروسلاو روگالا آنها را "غوطه ور" می نامد - با آثار آنها تعامل دارند. 
اگرچه قدمت برخی از اولین نمونه‌های هنر تعاملی به دهه ۱۹۲۰ بازمی‌گردد، بیشتر آثار هنرهای دیجیتال تا اواخر دهه ۱۹۹۰ به طور رسمی وارد دنیای هنر نشدند.  از زمان آغاز به کار، موزه‌ها و مکان‌های بی‌شماری به طور فزاینده‌ای از هنر دیجیتال و تعاملی در تولیدات خود استفاده می‌کنند. این ژانر نوپا از هنر در حال رشد و تکامل است. 